# Bruno De Filippi
Bruno De Filippi (Milano, 8 maggio 1930 – Milano, 16 gennaio 2010) è stato un musicista e compositore italiano.
Pur essendo uno dei più noti jazzisti italiani, ha partecipato anche a molte stagioni nell'ambito della musica leggera: ha suonato con molti dei più noti cantanti italiani ed ha composto la musica di Tintarella di luna, una delle più note canzoni italiane di tutti i tempi portata al successo da Mina negli anni Sessanta.
Chitarrista e armonicista jazz, nella sua cinquantennale carriera ha collaborato con importanti jazzisti del panorama internazionale (Louis Armstrong, Bud Shank, Gerry Mulligan, Les Paul, Shirley Bunnie Foy etc.) e italiano (Franco Cerri, Enrico Intra, Oscar Valdambrini, Pino Presti, Tullio De Piscopo, Guido Manusardi, Renato Sellani, Marco Ratti, Lorenzo Petrocca etc.). È stato anche tra i primi chitarristi rock italiani, nel gruppo I Campioni.

## Biografia

### Gli inizi
Dopo aver studiato chitarra e armonica cromatica, Bruno De Filippi intraprende l'attività come jazzista esibendosi, agli inizi degli anni '50, con alcuni gruppi milanesi; in questo periodo ha l'opportunità di suonare, tra gli altri, con Franco Cerri, Renato Sellani, Enrico Intra, Giorgio Buratti, Lilian Terry, Piero Soffici e spesso si esibisce prima dei concerti italiani di nomi come Bud Shank (in seguito suonerà anche in un suo album), Gerry Mulligan, Astor Piazzolla, Les Paul (il creatore del celebre modello di chitarra elettrica). Inizia anche a tenere date al di fuori del circuito milanese, in molti locali della penisola.

### Con i Campioni
Contemporaneamente alla carriera di jazzista, De Filippi suona anche in un gruppo di musica leggera che presto diventa uno dei primi complessi di rock'n'roll italiani: I Campioni. Nati nel 1951 con il nome di Rocky Mountains, vengono scoperti da Walter Guertler, che fa loro firmare un contratto per una delle sue case discografiche, la Music, per la quale iniziano ad incidere. Conoscono poi nel 1954 Antonio Lardera, che entra come cantante nel gruppo: cambiano il nome in "I Campioni" e diventano il gruppo ufficiale del cantante (nel frattempo assunto come fattorino proprio alla Music), che di lì a breve, con il nome d'arte di Tony Dallara, inizierà una carriera solista di successo. Il gruppo partecipa all'incisione di tutti i primi dischi di Dallara, ma contemporaneamente pubblica anche brani propri (per un'altra etichetta di Gurtler, la Jolly), avendo come cantante il chitarrista Roby Matano (ex componente dell'orchestra Milleluci), che entra nel 1958 e in breve tempo ne diventa il leader. La prima apparizione televisiva avviene nello stesso anno: nel corso di una puntata del popolare programma Il musichiere condotto da Mario Riva, i Campioni presentano il loro primo 45 giri, Mister Wonderful. Nel 1959 appaiono con Dallara nel film I ragazzi del juke-box di Lucio Fulci (con Betty Curtis, Fred Buscaglione, Gianni Meccia e Adriano Celentano), dove cantano da soli la loro versione di Ciao ti dirò (incisa anche dallo stesso Celentano e da Giorgio Gaber). Nel 1958 Bruno De Filippi è il chitarrista del Sestetto Azzurro (con Alberto Semprini al pianoforte, Ebe Mautino all'arpa, Mario Migliardi all'organo Hammond, Walter Beduschi al basso e Pupo De Luca alla batteria), con cui accompagna Domenico Modugno per Nel blu dipinto di blu, sia durante l'esibizione al Festival di Sanremo, sia nella registrazione del brano su disco.

### Tintarella di luna
De Filippi inizia in questo periodo a comporre canzoni sia per il gruppo che per altri artisti della stessa casa discografica, come Adriano Celentano; uno di questi brani diventa  una delle più note canzoni italiane di ogni tempo: Tintarella di luna. De Filippi compone una trascinante melodia a tempo di rock'n'roll e chiede a Franco Migliacci (che ha appena vinto il Festival di Sanremo 1958 come coautore del testo di Nel blu dipinto di blu) di scrivergli il testo: il paroliere mantovano ha l'idea di raccontare la storia di una ragazza che invece di abbronzarsi con il sole prende la tintarella di notte con i raggi di luna. I Campioni incidono la canzone in un 45 giri nel settembre del 1959; nello stesso periodo viene incisa anche da Mina, che la trasforma in un grande successo. Mina ascolta per la prima volta la canzone nell'estate a Ischia: si deve esibire in un locale dell'isola insieme al suo gruppo, I Solitari, ed ascolta, prima di cantare, l'esibizione dei Campioni, rimanendo colpita dal brano al punto di chiedere la sera stessa a Roby Matano e agli altri componenti del gruppo l'autorizzazione per poter incidere la canzone. Qualche mese dopo viene anche interpretata da I Due Corsari, ovvero Enzo Jannacci e Giorgio Gaber. De Filippi non abbandonerà mai l'attività di compositore: anni dopo parteciperà a Un disco per l'estate 1964 con Weekend in Portofino cantata da Gian Costello e nel 1969 con Gente qua, gente là, interpretata da Fiorella Mannoia.

### Con Enzo Jannacci
Negli anni '60, spinto dalla curiosità verso nuove sonorità, si accosta ad altri strumenti a corda, come il bouzouki o il sitar: insieme a Bruno Battisti D'Amario e Alessandro Alessandroni fa parte dei primi musicisti italiani che immettono questo strumento indiano nella musica leggera della penisola. Continua però l'attività di chitarrista ed armonicista: in questo periodo suona in quasi tutte le incisioni di Enzo Jannacci, che nei primi anni '60 è stato del resto il tastierista del complesso formato da De Filippi dopo aver abbandonato i Campioni, suonando anche nel disco live tratto da un concerto al Santa Tecla del 1963 e pubblicato due anni dopo; gli altri componenti del gruppo di De Filippi sono Giancarlo Ratti alla batteria, Marco Ratti al basso, Alberto Baldan Bembo all'organo, Ico Cerutti alla voce ed alla seconda chitarra, Pino Sacchetti al sax contralto, Paolo Tomelleri al sax tenore e clarino (oltre allo stesso Jannacci al pianoforte). È ancora di De Filippi l'armonica che introduce la canzone Gli zingari, con cui il cantautore medico partecipa a Canzonissima nel 1969. Questa collaborazione, che va al di là dei semplici rapporti professionali, continuerà anche nel decennio successivo.

### Con Angelo Branduardi

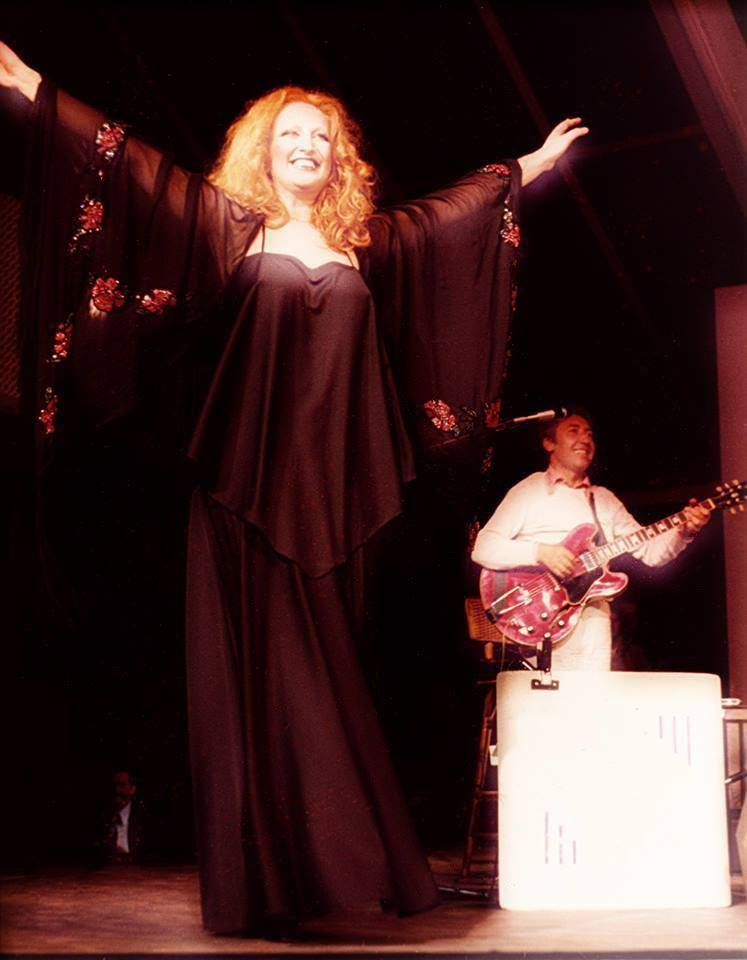
De Filippi alla chitarra durante uno dei concerti di Mina a Bussoladomani

Dal 1975 in poi collabora con Angelo Branduardi, suonando sia nei dischi (prima nel periodo RCA Italiana e poi nei primi per la Polydor) sia in tour (per esempio nella tournée acustica del 1986): in molte canzoni del cantautore l'armonica di De Filippi è in evidenza, ma sicuramente sono da ricordare Gi alberi sono alti (con gli assoli tra una strofa e l'altra) e La lepre nella luna. Continua nel frattempo anche l'attività da solista, incidendo nel 1978 un album in cui suona tutti gli strumenti.

### Con Mina nel 1978

Bruno De Filippi negli anni '80

Nell'estate del 1978 fa parte dell'orchestra diretta da Pino Presti in occasione dei concerti d'addio di Mina al teatro tenda Bussoladomani di Marina di Pietrasanta, ottenendo un personale successo con i suoi assoli all'armonica in brani come Grande grande grande e Città vuota.

### Dagli anni '80 in poi
Nei decenni successivi Bruno De Filippi si conferma come uno dei session man più richiesti, sia come chitarrista che come armonicista, suonando con tutti i nomi principali della musica italiana, spaziando in ogni genere: collabora con Pino Daniele, Ornella Vanoni, Toto Cutugno, Gino Paoli, gli Articolo 31, Romano Mussolini, Rossana Casale, Pino D'Angiò, Toquinho, Caterina Valente, Teresa De Sio e Mina (suo è il pregevole intervento all'armonica nel brano Tu che m'e 'mparato a fà, interpretato dalla cantante e arrangiato da Victor Bach). Non tralascia però il jazz, incidendo in proprio e continuando a collaborare con altri artisti.
È scomparso il 16 gennaio 2010  a Milano all'età di 79 anni.

## Canzoni scritte per altri interpreti
- 1959 - Tintarella di luna per I Campioni, Mina, I Due Corsari e gli Ja-Ga Brothers (testo di Franco Migliacci)
- 1960 - Movimento di rock per Adriano Celentano (testo di Alessandro Colombini)
- 1964 - Se non mi dai le lire per il cinema per Carlo Cariola (testo di Giorgio Calabrese)
- 1964 - Week-end in Portofino per Gian Costello (testo di Leo Chiosso)
- 1966 - Shake in the morning per Patrizia (testo di Luciano Beretta)
- 1966 - In nome dell'amore per Rico Cremasco (testo di Alessandro Colombini)
- 1966 - Sono sano sino per Rico Cremasco (testo di Mogol)
- 1969 - Gente qua, gente là per Fiorella Mannoia (testo di Alberto Testa)